# Sokolac (république serbe de Bosnie)
Pour les articles homonymes, voir Sokolac.
Sokolac (en serbe cyrillique : Соколац) est une ville et une municipalité de Bosnie-Herzégovine située sur le territoire de la ville d'Istočno Sarajevo et dans la république serbe de Bosnie. Selon les premiers résultats du recensement bosnien de 2013, la ville intra muros compte 5 919 habitants et la municipalité 12 607.

## Géographie
La municipalité de Sokolac est entourée par celles de Han Pijesak au nord, Rogatica au sud-est, Pale et Istočni Stari Grad au sud, Ilijaš et Olovo (dans la fédération de Bosnie-et-Herzégovine) à l'ouest.

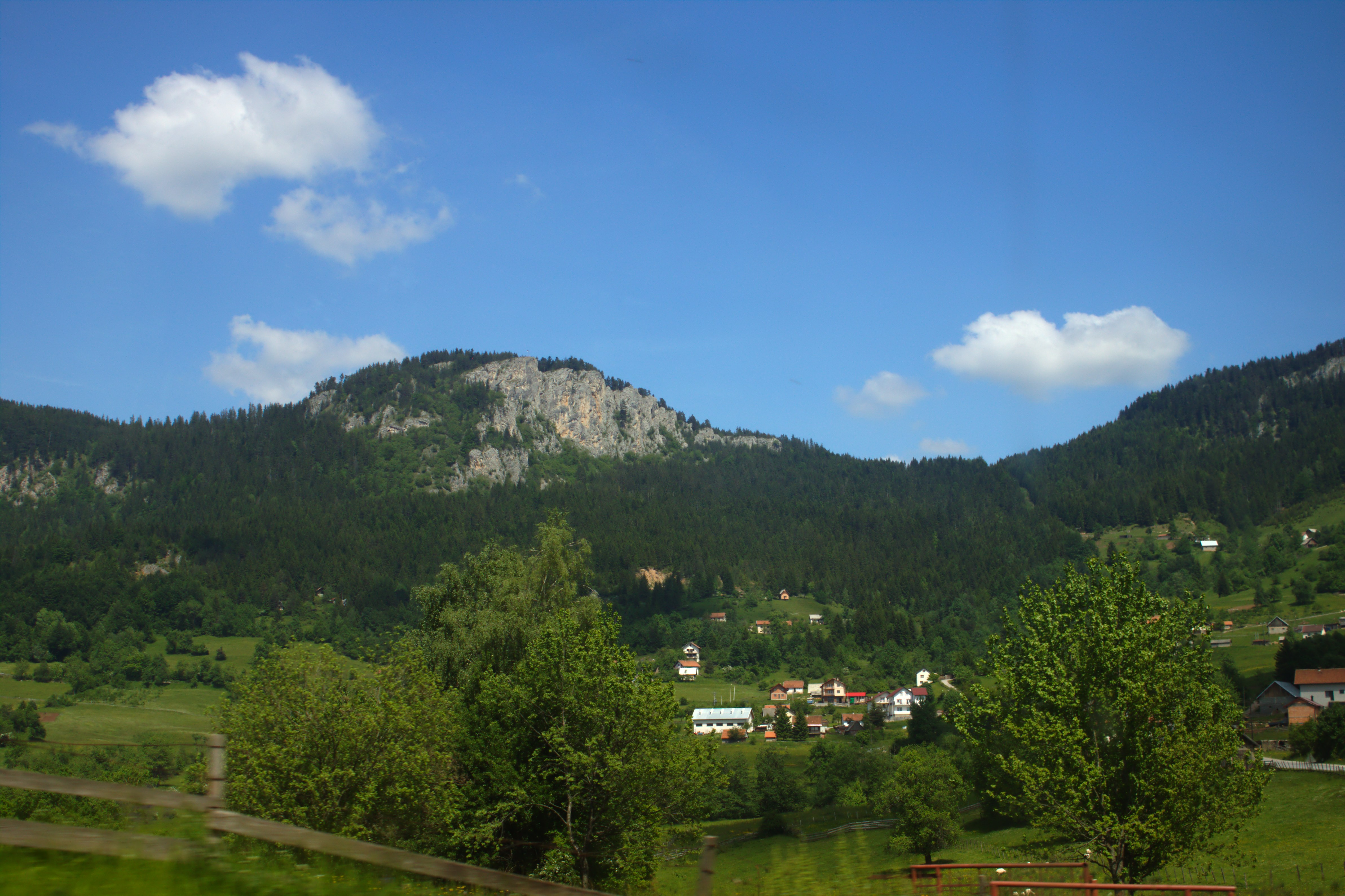
Les monts Romanija près de Sokolac

## Climat
Le climat de Sokolac et de sa région est de type continental tempéré froid, avec une température moyenne annuelle de 8,3 °C ; août est le mois le plus chaud de l'année, avec une moyenne de 17,6 °C. Le mois le plus froid est janvier avec une moyenne de −2,0 °C. La moyenne des précipitations annuelles est de 980 mm/m2, avec les précipitations mensuelles les plus faibles en mars et les plus élevées en juin.
| Mois                                 | Janv | Fév  | Mars | Avr  | Mai  | Juin | Juil | Août | Sept | Oct  | Nov | Déc  | Année |
| ------------------------------------ | ---- | ---- | ---- | ---- | ---- | ---- | ---- | ---- | ---- | ---- | --- | ---- | ----- |
| Températures maximales moyennes (°C) | 1,3  | 3,9  | 8,5  | 12,8 | 17,6 | 20,9 | 23,7 | 24,0 | 20,4 | 14,7 | 7,3 | 3,0  |       |
| Températures moyennes (°C)           | -2,0 | -0,1 | 3,8  | 7,7  | 12,2 | 15,3 | 17,6 | 17,6 | 14,4 | 9,7  | 3,8 | 0,0  | 8,3   |
| Températures minimales moyennes (°C) | -5,2 | -4,0 | -0,9 | 2,6  | 6,8  | 9,8  | 11,6 | 11,3 | 8,4  | 4,7  | 0,4 | -3,0 |       |
| Précipitations moyennes (mm)         | 71   | 67   | 66   | 78   | 95   | 99   | 89   | 77   | 80   | 80   | 92  | 86   | 980   |

## Histoire
Après la guerre de Bosnie-Herzégovine, plusieurs localités de la municipalité d'Olovo ont été rattachées à Sokolac.

## Localités

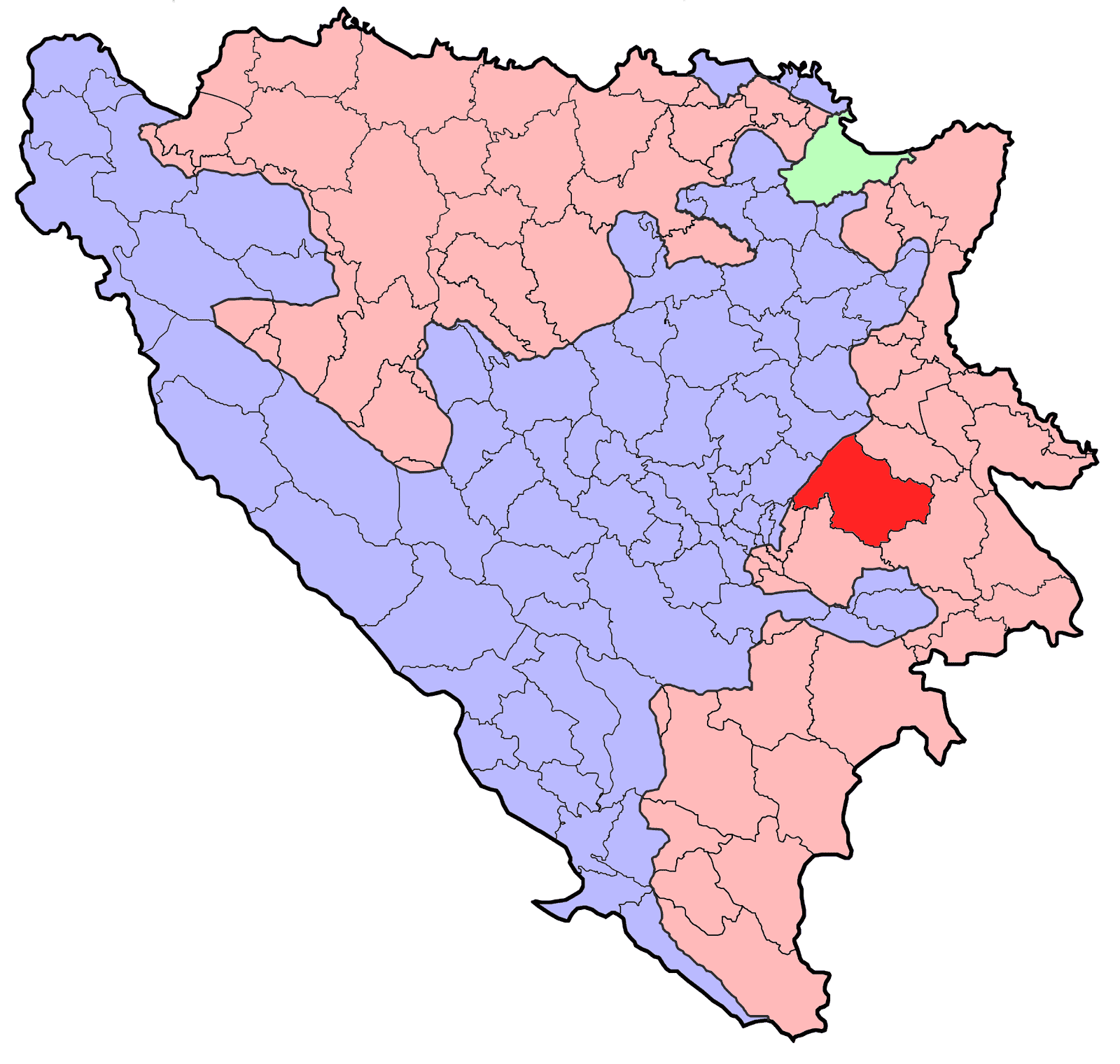
Localisation de la municipalité de Sokolac en Bosnie-Herzégovine.

La municipalité de Sokolac compte 96 localités :
| - Baltići - Bandin Odžak - Banja Lučica - Barnik - Bećari - Bereg - Bijela Voda - Bjelasovići - Bjelosavljevići - Borovac - Brejakovići - Bukovik - Cvrčići - Čavarine - Čitluci - Donje Babine | - Donje Gire - Donji Drapnići - Donji Kalimanići - Drecelj - Dugančići - Džindići - Đedovci - Gazivode - Gornji Drapnići - Gornji Kalimanići - Gornji Poretak - Grbići - Gurdići - Hrastišta - Imamovići - Jabuka | - Jasik - Kadića Brdo - Kalauzovići - Kaljina - Kazmerići - Klečkovac - Knežina - Kolakovići - Košutica - Krajšići - Kruševci - Kruševo - Kula - Kusače - Kuti - Mandra | - Mangurići - Margetići - Medojevići - Meljine - Mičivode - Miletci - Miletine - Nehorići - Nepravdići - Novo Selo - Novoseoci - Ozerkovići - Parževići - Pavičići - Pediše - Pihlice | - Pobratci - Podkrajeva - Podromanija - Preljubovići - Prinčići - Pusto Selo - Ravna Romanija - Rijeća - Rudine - Selišta - Sijerci - Smrtići - Sokolac - Sokolovići - Šahbegovići - Šaševci | - Šenkovići - Širijevići - Točionik - Turkovići - Vidrići - Vraneši - Vrapci - Vražići - Vrhbarje - Vrhovina - Vrutci - Vukosavljevići - Zagrađe - Žljebovi - Žulj - Žunovi |

## Démographie

### Villeintra muros

#### Évolution historique de la population dans la villeintra muros
| 1948 | 1953 | 1961  | 1971  | 1981  | 1991  | 2013  |
| ---- | ---- | ----- | ----- | ----- | ----- | ----- |
| -    | -    | 1 132 | 2 464 | 2 105 | 5 562 | 5 919 |

|  |

### Municipalité

#### Évolution historique de la population dans la municipalité
| 1961   | 1971   | 1981   | 1991   | 2013   |
| ------ | ------ | ------ | ------ | ------ |
| 17 498 | 17 053 | 15 281 | 14 883 | 12 607 |

#### Répartition de la population par nationalités dans la municipalité (1991)
En 1991, sur un total de 14 883 habitants, la population se répartissait de la manière suivante :

## Politique
À la suite des élections locales de 2012, les 21 sièges de l'assemblée municipale se répartissaient de la manière suivante, :
| Parti                                               | Sièges |
| --------------------------------------------------- | ------ |
| Parti démocratique serbe (SDS)                      | 10     |
| Alliance des sociaux-démocrates indépendants (SNSD) | 5      |
| Parti du progrès démocratique (PDP)                 | 3      |
| Alliance démocratique nationale (DNS)               | 1      |
| Parti progressiste de la République serbe (SNS RS)  | 1      |
| Minorités locales                                   | 1      |

Milovan Cicko Bjelica, membre du Parti démocratique serbe (SDS), a été élu maire de la municipalité,.

## Tourisme

### Nature
La source de la rivière Bioštica est inscrite sur la liste des monuments naturels géo-morphologiques du pays, ainsi que la Velika pećina (la « grande grotte »), située près de la source. La grotte de Ledenica est également inscrite sur cette liste.

### Monuments culturels
Sur le territoire de Sokolac se trouvent plusieurs ensembles inscrits sur la liste des monuments nationaux de Bosnie-Herzégovine. La nécropole de Crkvina, à Bjelosavljevići, abrite 360 stećci, un type particulier de tombes médiévales ; dans ce lieu, les vestiges des fondations d'une église médiévale sont eux aussi classés. Les nécropoles de Luburića polje, à Košutica, conservent des tumuli préhistoriques et deux nécropoles abritant en tout 134 stećci ; le site fait parallèlement partie des 22 sites avec des stećci proposés par le pays pour une inscription au patrimoine mondial de l'UNESCO.
La mosquée du Sultan Sélim II (Selimija džamija), à Knežina, remonte au XVIe siècle et est également inscrite.